# Phoradendron liga
Phoradendron liga är en sandelträdsväxtart som först beskrevs av John Gillies och Hook. & Arn., och fick sitt nu gällande namn av August Wilhelm Eichler. Phoradendron liga ingår i släktet Phoradendron och familjen sandelträdsväxter. Inga underarter finns listade i Catalogue of Life.